# Fredrik Sonefors
Dan Fredrik Sonefors, född 2 februari 1986 i Bollnäs församling, Gävleborgs län, är en svensk låtskrivare.

## Biografi
Sonefors skrev låten Där jag hänger min hatt till Norlie & KKV.
Han har skrivit tre låtar till Måns Zelmerlöw, Should’ve Gone Home, Wrong Decision och Fire in the Rain. Han skrev även låten Rainmaker till Emmelie de Forest.
Tillsammans med Jimmy Jansson, Hanna Ferm och Liamoo har han skrivit Hold You, som Hanna Ferm och Liamoo framförde i Melodifestivalen 2019. 

## Kompositioner
- 2012 – Där jag hänger min hatt med Norlie & KKV.
- 2014 – Rainmaker med Emmelie de Forest.
- 2015 – Should’ve Gone Home med Måns Zelmerlöw.
- 2016 – Fire in the Rain med Måns Zelmerlöw.
- Wrong Decision med Måns Zelmerlöw.

### Melodifestivalen
- 2019 – Hold You med Hanna Ferm och Liamoo (skriven tillsammans med Jimmy Jansson, Hanna Ferm och Liam Pablito Cacatian Thomassen).
- 2021 – The Missing Piece med Paul Rey (skriven tillsammans med Laurell Barker och Paul Rey).
- 2022 – Änglavakt med John Lundvik (skriven tillsammans med John Lundvik, Benjamin Rosenbohm, Anderz Wrethov och Elin Wrethov).